# Dicyrtoma longidigita
Dicyrtoma longidigita är en urinsektsart som beskrevs av Jerry Allen Snider 1990. Dicyrtoma longidigita ingår i släktet Dicyrtoma och familjen Dicyrtomidae. Inga underarter finns listade i Catalogue of Life.